# Transport ferroviaire en Inde

Carte du réseau ferroviaire indien.

Le chemin de fer est le mode de transport à grande distance le plus utilisé en Inde. Le transport ferroviaire à travers le pays est assuré par la compagnie publique des Chemins de fer indiens (Indian Railways), dont le réseau ferroviaire traverse le pays de long en large et s'étend sur 63 140 kilomètres de lignes. C'est l'un des réseaux de chemin de fer les plus longs et les plus chargés au monde, qui transporte plus de 5 milliards de passagers et 350 millions de tonnes de marchandises par an. Ce réseau s'étend sur les 28 états et sur 3 des 7 territoires du pays, et est raccordé aux réseaux du Népal, du Bangladesh et du Pakistan.
Le chemin de fer est apparu en 1853 en Inde, et en 1947, année de l'indépendance, on comptait pas moins de 42 réseaux. Ces réseaux furent nationalisés et fusionnés en 1951, pour devenir un des plus grands réseaux au monde. Mais aussi, ce réseau ferroviaire est dangereux, vétuste et surchargé. En moyenne, chaque année, 15 000 personnes perdent la vie dans les trains, victimes de chutes, d’électrocutions ou de suffocations. Les accidents ferroviaires sont assez fréquents en Inde causant des pertes humaines considérables. Le dernier accident date du 2 juin 2023 est l'un des pires catastrophes ferroviaires de son histoire. Une collision entre trois trains a fait au moins 288 morts et 900 blessés,.

## Histoire

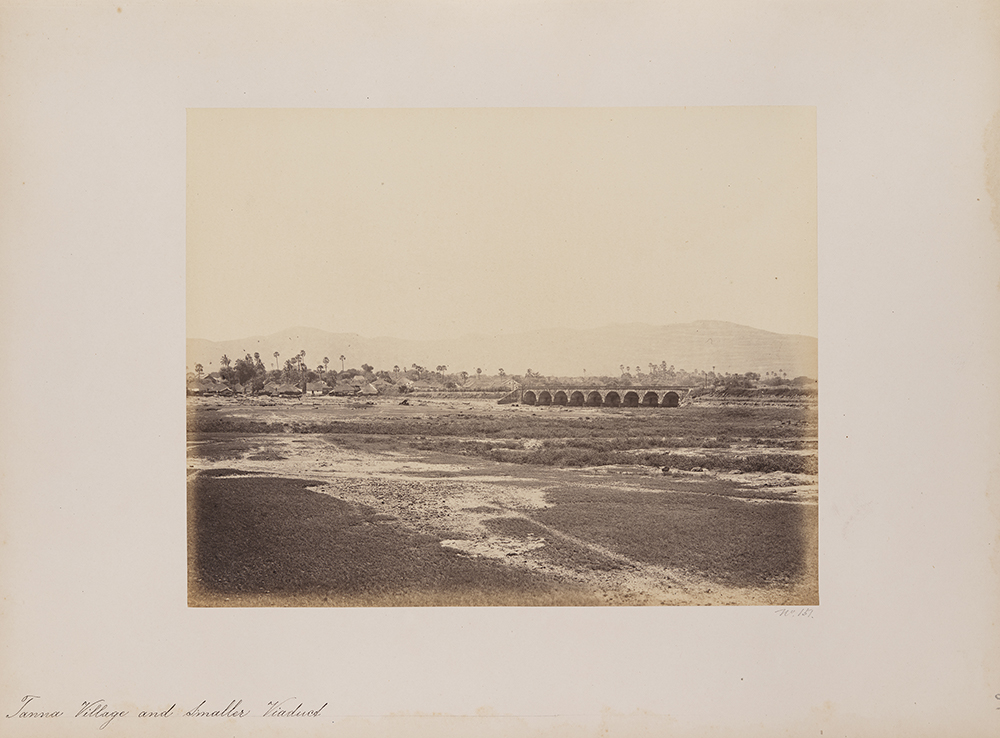
Le plus court viaduc ferroviaire de Thane à 1855.

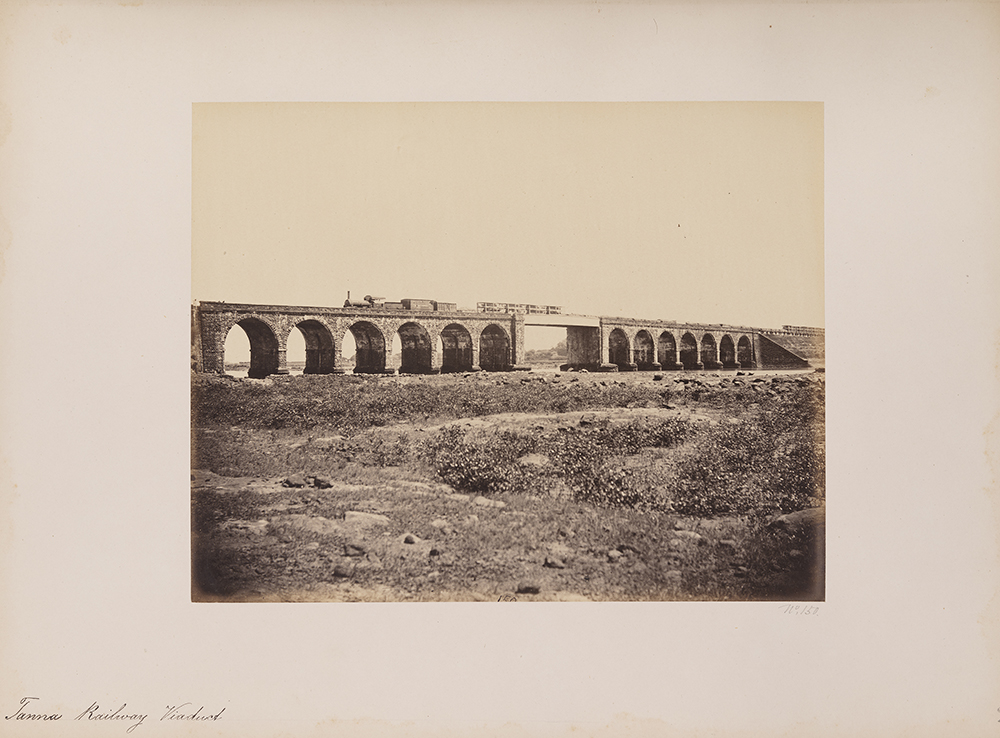
Un train de voyageurs sur le plus long viaduc ferroviaire de Thane à 1855.

Un projet de réseau ferroviaire en Inde fut annoncé en 1832, mais rien ne fut fait pendant plus d'une décennie. 
Le premier train en Inde partait de  Red Hills jusqu'au pont Chintadripet en 1837. Il s'appelait Red Hill Railway et utilisait une locomotive à vapeur rotative fabriquée par William Avery. Le chemin de fer a été construit par Sir Arthur Cotton et était principalement utilisé pour le transport de pierres de granit destinées à la construction de routes à Madras. En 1844, le Gouverneur général des Indes Henry Hardinge autorisa des entrepreneurs privés à construire un réseau ferroviaire en Inde. Deux nouvelles entreprises furent créées et la Compagnie des Indes Orientales fut chargée de les aider. L'intérêt de beaucoup d'investisseurs britanniques entraîna la rapide construction d'un réseau en l'espace de quelques années. Le train roula le 22 décembre 1851, et fut utilisé pour le transport de matériel de construction à Roorkee. Quelques années plus tard, le 16 avril 1853, le premier train de voyageurs entre Bombay et Thana (soit 34 km) fut inauguré, signant officiellement la naissance du chemin de fer en Inde.
Le gouvernement britannique encouragea la création de compagnies ferroviaires par des investisseurs privés grâce à une disposition garantissant un revenu annuel de 5 % durant les premières années d'exploitation. La compagnie reviendrait ensuite au gouvernement, mais la compagnie d'origine garderait un contrôle opérationnel. Ce réseau comptait 14 500 kilomètres de lignes en 1880, principalement organisé des trois grands ports de Bombay, Madras et Calcutta. La ligne Bombay-Madras était notoirement soutenue par des traverses en teck. En 1895, l'Inde commença à construire ses propres locomotives, et en 1896 elle envoya des ingénieurs et des locomotives pour participer à la construction des chemins de fer ougandais.   

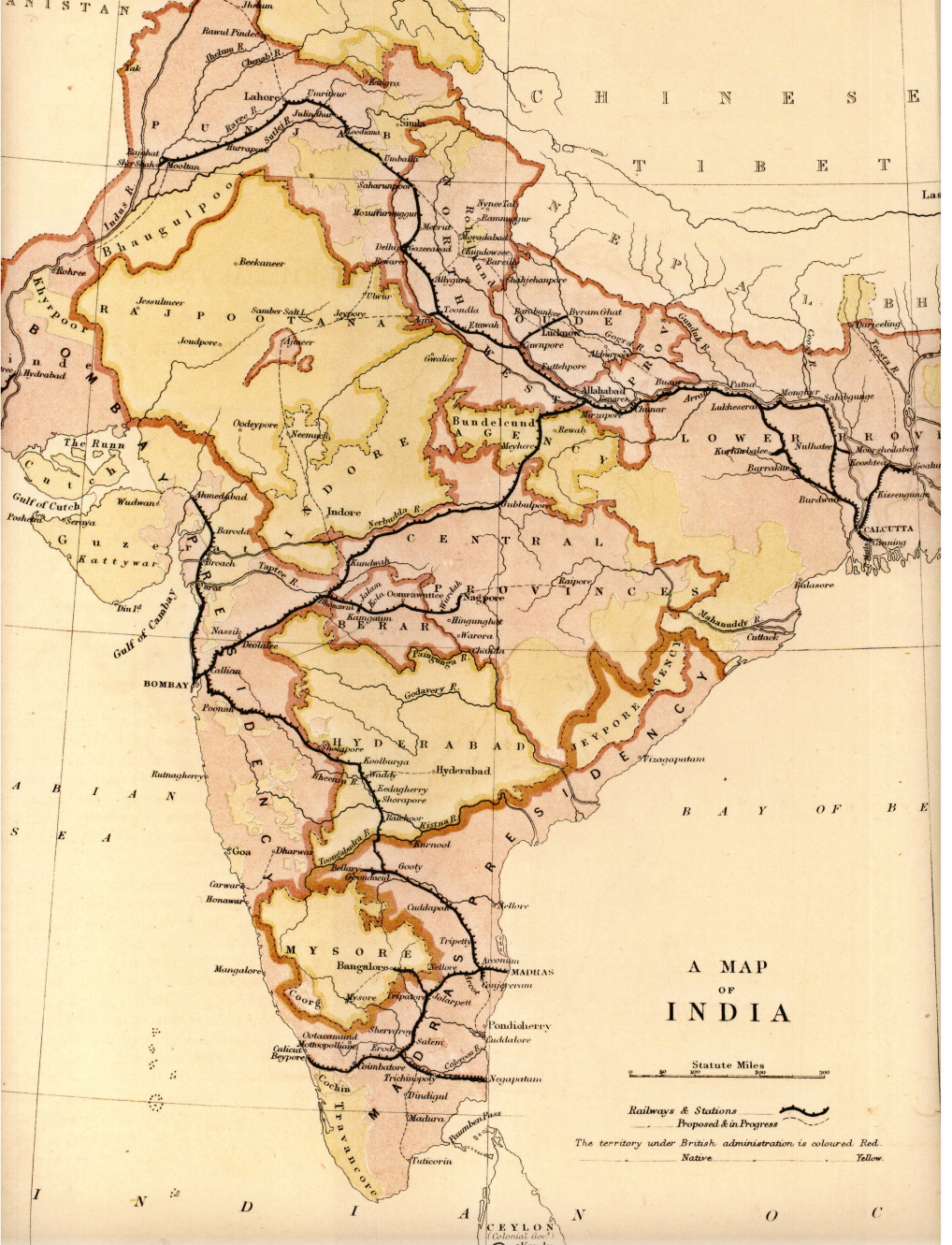
Le réseau ferroviaire de l'Inde en 1871, toutes les grandes villes, Calcutta, Bombay et Madras, ainsi que Delhi sont connectés.

Bientôt plusieurs royaumes indépendants commencèrent à avoir leurs propres réseaux et le chemin de fer atteignit les régions qui correspondent aux actuels États de l'Assam, du Rajasthan et de l'Andhra Pradesh. Une direction des chemins de fer fut créée en 1901 de manière provisoire, puis formellement en 1905,, mais les pouvoirs étaient toujours officiellement détenus par le vice-Roi, Lord Curzon. La direction des chemins de fer était sous le contrôle du département du Commerce et de l'Industrie et comptait trois membres : le président d'une entreprise ferroviaire britannique, un agent d'une des compagnies et un représentant du gouvernement, ce dernier occupant le poste de président. Pour la première fois de leur histoire, les chemins de fer indiens devinrent légèrement bénéficiaires. En 1907, la quasi-totalité des compagnies étaient sous le contrôle du gouvernement.
L'année suivante, la première locomotive électrique fit son apparition. Avec l'arrivée de la Première Guerre mondiale, le réseau fut utilisé pour satisfaire des besoins britanniques hors de l'Inde. À la fin de la guerre, les chemins de fer étaient dans un piteux état, après avoir souffert du conflit. Le gouvernement prit le contrôle des Chemins de fer et sépara le budget de la direction des chemins de fer des autres budgets en 1920.
La Seconde Guerre mondiale endommagea sérieusement le réseau, les trains étant détournés vers le Moyen-Orient et les ateliers transformés en usines de munitions. Au moment de l'indépendance et de la partition des Indes en 1947, une grande partie du réseau passa sous contrôle du Pakistan. Un total de 42 réseaux séparés, y compris 32 lignes propriétés des anciennes principautés indiennes, fut réuni au sein d'un unique ensemble baptisé « Indian Railways » (Chemins de fer indiens). Indian Railways était en 2009 le second plus grand employeur du monde (1.4M, devancé uniquement par l'armée chinoise).
Les réseaux existants furent abandonnés au profit de zones en 1951 et un total de six zones naquit l'année suivante. L'économie indienne s'améliorant, la quasi-totalité des unités de production furent adaptées à la culture indienne. En 1985, la dernière locomotive à vapeur disparut au profit du diesel et de l'électrique. Le système de réservation fut informatisé à partir de 1995.

## Le réseau

### Voies

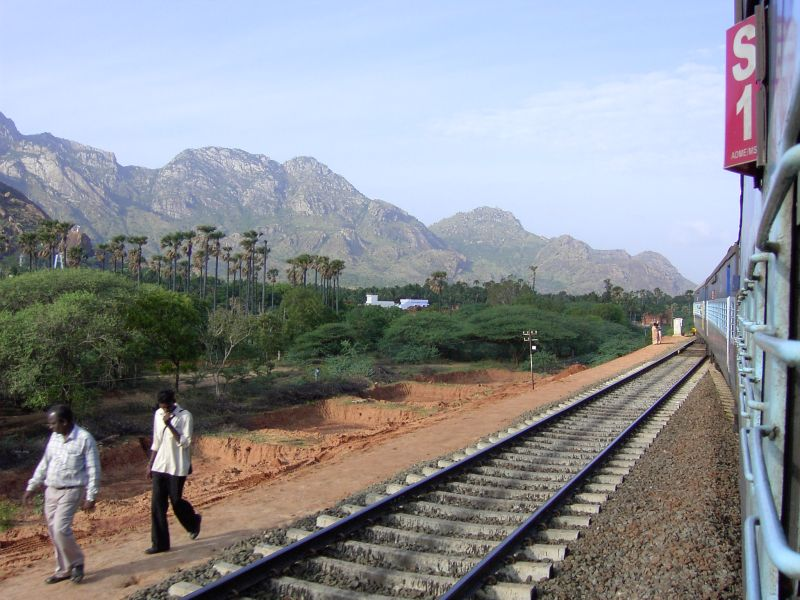
La voie large est l'écartement des rails le plus utilisé par les Chemins de fer indiens.

La longueur totale des voies utilisées par les Chemins de fer indiens est d'environ 108 706 kilomètres. Les voies sont prévues pour des vitesses allant de 75 à 160 km/h. Les Chemins de fer indiens utilisent trois types d'écartements différents, la voie large, la voie métrique et la voie étroite.
La voie large — 1 676 mm — est l'écartement le plus utilisé en Inde, avec 86 526 kilomètres de voies. Dans certaines régions au trafic moins dense, la voie métrique — 1 000 mm — est courante, bien qu'un projet soit en cours pour convertir toutes les voies à l'écartement large. La voie étroite est utilisée sur quelques lignes, traversant un relief prononcé ou anciennement privées (pour des raisons de coût), qui sont généralement difficiles à convertir à la voie large. La voie étroite est utilisée sur 3 651 km du réseau. Le Nilgiri Mountain Railway et le Darjeeling Himalayan Railway sont deux célèbres lignes qui utilisent la voie étroite. Cet écartement est également utilisé par des zoos en Inde, dont les voies sont parfois maintenues par les Chemins de fer indiens. Une politique de standardisation de l'écartement à voie large sur l'ensemble du réseau est en cours depuis 2011.
Les traverses sont généralement faites de béton précontraint, d'acier et de fer, bien que des traverses en teck soient toujours utilisées sur certaines lignes anciennes. La traverse de béton précontraint qui est largement employée aujourd'hui est basée sur la norme RDSO Drawing No. RDSO=T-2496. Les traverses métalliques étaient également utilisées intensivement avant l'arrivée des traverses de béton. 
Les Chemins de fer indiens ont divisé le pays en quatre zones selon la température usuelle. La plus grande variation de température annuelle a lieu au Rajasthan, où la différence peut dépasser les 70 °C.

### Traction
Environ 16 000 des quelque 63 000 km du réseau sont électrifiés. La majorité des lignes utilisent le 25 000 V alternatif par caténaire. Une exception est la région de Mumbai, qui utilise le 1 500 V continu. Les lignes de cette région sont en cours de conversion vers le 25 000 V alternatif, et cette conversion doit être achevée en 2008. Une autre exception est le métro de Calcutta, qui utilise le 750 V continu transmis par troisième rail.
Les trains doivent passer d'un courant à l'autre à deux endroits près de Mumbai. Les trains de la région Centre passant par Igatpuri passent de l'alternatif au continu grâce à une zone neutre dont les caténaires peuvent transmettre les deux courants pendant que les locomotives sont changées. Les trains de la région Ouest changent de courant en marche entre Virar et Vaitarna, dans une section non électrifiée de 30 m environ, appelée « zone morte », où les trains roulent grâce à leur force d'inertie. Tous les trains traversant cette section doivent être bicourants (classés WCAM par les Chemins de fer indiens).

### Signalisation
Les Chemins de fer indiens utilisent des signaux lumineux, mais dans certaines régions isolées, les  anciens signaux mécaniques et les signaux fondés sur des disques (en fonction de la position ou de la couleur du disque) sont toujours utilisés. En dehors de quelques lignes à fort trafic autour des grandes villes ou des nœuds ferroviaires, le réseau n'utilise pas de bloc automatique. La sécurité dépend donc entièrement de la vigilance du personnel opérant les signaux et des conducteurs.
La signalisation lumineuse utilise des feux multicolores et est dans de nombreux endroits contrôlée automatiquement. Il y a trois types de signaux :
- des signaux bicolores qui utilisent un feu rouge (en bas) et un feu vert (en haut) ;
- des signaux tricolores qui utilisent en plus un feu jaune ambre central ;
- des signaux quadricolores qui ajoutent aux précédents un autre feu ambre, placé en haut du signal.

Les signaux quadricolores, grâce à leurs multiples indications intermédiaires entre l'arrêt complet et la marche normale, laissent aux trains rapides un temps suffisant pour ralentir en toute sécurité si besoin. Ce qui devient très important dès lors que la vitesse des trains augmente. Sans signaux quadricolores, les signaux doivent être placés très loin pour laisser une distance de freinage suffisante, ce qui réduit le débit de la ligne. En même temps, les trains lents peuvent se suivre à peu de distance les uns des autres grâce aux signaux quadricolores. 
Les signaux mécaniques utilisent un bras pour transmettre l'indication au conducteur. Il en existe plusieurs types, à deux, trois ou quatre positions. D'autres, proche de bifurcations, utilisent un disque : ils sont tous à deux positions.

### Réseaux urbains
En plus du réseau ferroviaire national, il existe plusieurs réseaux de métro dans les plus grandes villes du pays. Le métro est ainsi présent à Chennai (Madras), Delhi, Kolkata (Calcutta) et Mumbai (Bombay).

### Réseaux privés
Bien que les Chemins de fer indiens bénéficient d'un quasi-monopole en Inde, il existe quelques réseaux privés datant de l'époque coloniale, souvent de courtes lignes sur des terrains privés. Il y a aussi quelques lignes exploitées par des entreprises pour leurs propres besoins, par des exploitants agricoles, des mines, des ports, etc. Le port de Bombay exploite, tout comme celui de Madras ou le Chemin de fer du Port de Calcutta, un réseau à voie large. Le port de Vishakhapatnam a lui à la fois des lignes à voie large et à voie étroite (762 mm). La seule usine de rails d'acier du pays (en) a un réseau à voie large.  
Le groupe Tata exploite des funiculaires à Bhira et Bhivpuri (ainsi que la ligne privée Kamshet — Barrage de Shiratwa). La Pipavav Rail Corporation détient une concession de 33 ans  pour la construction et l'exploitation d'une ligne de Pipavav à Surendranagar. La Kutch Railway Company, une coentreprise de l'État du Gujarat et d'investisseurs privés, doit construire (avec le Port de Kandla et celui de Gujarat Adani) une ligne Gandhidham – Palanpur. Ces lignes sont principalement destinées au trafic de fret et non à celui de voyageurs. 
Bien que les Chemins de fer indiens aient généralement décidé les tarifs de fret sur ces lignes, des propositions récentes (février 2005) ont suggéré de laisser aux entreprises exploitantes la liberté de décider de leurs prix et de façon plus générale d'exploiter leurs lignes sans lien avec les CFI.

## Le matériel roulant

### Les locomotives
Les Chemins de fer indiens utilisent un code de classification particulier pour identifier leurs locomotives. Ce code comporte généralement trois ou quatre lettres, suivies d'un chiffre indiquant le modèle (soit assigné chronologiquement soit indiquant la puissance de la machine). Ce code peut être suivi d'autres codes indiquant des variations mineures par rapport au modèle de base.
Les trois (ou quatre) lettres sont, de gauche à droite, l'écartement des voies sur lesquelles la locomotive roule, le type d'énergie ou carburant pour la locomotive, et le type d'opération pour lequel la locomotive peut être utilisée. L'écartement est codé « W » pour la voie large, « Y » pour la voie métrique, « Z » pour la voie étroite de 762 mm et « N » pour celle de 610 mm. L'énergie utilisée est codée « D » pour le diesel, « A » pour l'électrique alternatif, « C » pour le courant continu et « CA » pour les locomotives bicourant alternatif / continu. Enfin, le type d'opérations est codé « G » pour les locomotives de fret, « P » pour les locomotives de trains de voyageurs, « M » pour les locomotives mixtes (fret et voyageurs) et enfin « S » pour les locomotives de manœuvre. 
Un chiffre supplémentaire indique la puissance de la locomotive. Par exemple « 4 » indique une puissance supérieure à 4 000 chevaux (2 980 kW) mais inférieure à 5 000 chevaux (3 730 
kW). Une lettre supplémentaire est donnée pour exprimer la puissance exacte : par exemple « A » pour 100 chevaux de plus, « B » pour 200 chevaux et ainsi de suite.
Ainsi, une WMD-3D est une locomotive pour voie large, roulant au diesel, utilisable à la fois pour le fret et les voyageurs, et a une puissance de 3 400 chevaux.

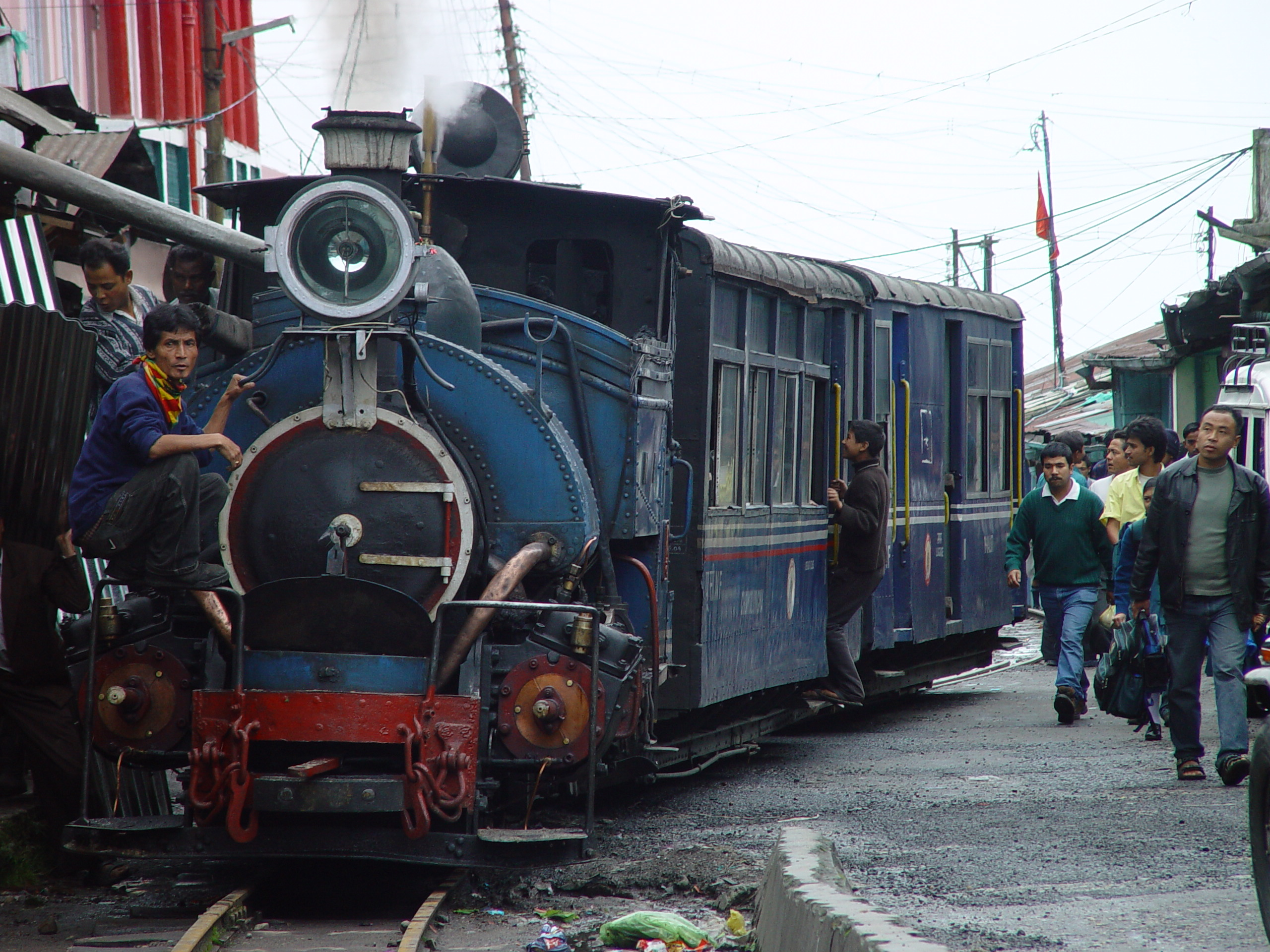
Le Darjeeling Himalayan Railway est inscrit au patrimoine mondial de l'UNESCO, et fait partie des rares trains à vapeur roulant en Inde.

La locomotive diesel la plus courante est la WDM-2, dont la production a commencé en 1962. Cette locomotive de 2 600 chevaux a été conçue par Alco et produite par les Diesel Locomotive Works de Varanasi. Elle est en cours de remplacement par des locomotives plus modernes, avec des puissances atteignant les 4 000 chevaux (3 MW).
Les premières locomotives électriques furent produites par les Chemins de fer indiens en 1970. Il y a une grande variété de locomotives électriques utilisées, de 2 800 à 6 350 chevaux (de 2,1 à 4,7 MW). Elles correspondent également à la variété des tensions employées. La plupart des lignes électrifiées dans le pays le sont sous courant alternatif 25 000 V, mais les lignes de la région de Mumbai utilisent l'ancien courant 1 500 V continu. C'est pourquoi Mumbai et ses alentours sont le seul endroit en Inde où des locomotives bicourant des séries WCAM et WCAG peuvent être observées. Toutes les autres locomotives électriques utilisent le 25 000 V alternatif et font partie des séries WAP, WAG et WAM. Quelques UM de la région Ouest utilisent également les deux courants. Ces trains passent d'un courant à l'autre entre Virar et Vaitarna grâce à une section non électrifiée appelée zone morte. Il y a également quelques rares locomotives à batteries, utilisées principalement pour des opérations de manœuvre.
Les seules locomotives à vapeur encore utilisées le sont sur deux lignes inscrites au patrimoine mondial de l'UNESCO (le Darjeeling Himalayan Railway et le Ooty) et sur la ligne touristique Palace on Wheels. Un projet est à l'étude pour faire revenir la ligne Neral-Matheran à la vapeur.

### Lieux de production
Les locomotives et les voitures sont produites à plusieurs endroits en Inde :
- CLW : Les Chittaranjan Locomotive Works de Chittaranjan produisent des locomotives électriques.
- DLW : Les Diesel Locomotive Works de Varanasi produisent des locomotives diesel.
- ICF : L'Integral Coach Factory de Perambur fabrique des voitures monocoques.
- RCF : La Rail Coach Factory de Kapurthala fabrique également des voitures pour les Chemins de fer indiens.
- RWF : La Rail Wheel Factory de Yelahanka fabriques des essieux.

Quelques locomotives électriques ont été produites par BHEL, et des composants de locomotives sont fabriqués à de nombreux autres endroits dans le pays.

## Les services voyageurs
- indian rail helpline service[14]

### Classes
Un train de passager standard comprend de nombreuses voitures de classes différentes. Le tableau suivant liste les différentes classes existantes. Cependant, un train ne comporte pas nécessairement toutes les classes indiquées ci-dessous.
| Nom de la classe | Description |
| ---------------- | --- |
| 1A               | La Première Classe air climatisé : c’est la classe la plus chère, avec des prix qui peuvent être équivalents à ceux des compagnies aériennes. Cette classe permet aux voyageurs de bénéficier d'un lit et de l'air climatisé. Cette voiture tapissée n'est présente que sur les lignes très fréquentées entre les villes principales et peut transporter 18 personnes.                                                                                   |
| 2A               | La classe Air climatisé - 2 rangées : des voitures à air climatisé avec beaucoup d'espace, des rideaux et des lampes individuelles. Les compartiments de 6 comprennent généralement deux fois deux couchettes superposées dans le sens de la largeur, et deux autres superposées en longueur, les couchettes étant séparées les unes des autres et du couloir central par des rideaux. Les voitures 2A pour voie large peuvent transporter 48 voyageurs. |
| FC               | Première Classe : rare, elle offre le même confort que la 1A mais sans l'air climatisé. |
| 3A               | La classe Air climatisé - 3 rangées : similaire à la 2A, elle comprend trois rangées en largeur au lieu de deux, soit huit compartiments de huit. Le confort est légèrement inférieur, généralement sans lampes individuelles ni rideaux de couloir. Les voitures 3A pour voie large peuvent transporter 64 voyageurs. |
| CC               | Voiture air climatisé - places assises : une voiture à air climatisé comprenant 5 places assises par ligne, utilisée pour des trajets diurnes. |
| EC               | Classe affaires - places assises : une voiture à air climatisé comprenant 4 places assises par ligne, utilisée pour des trajets diurnes. |
| SL               | Classe couchettes : la classe la plus courante, certains trains peuvent en contenir jusqu'à 10 voitures. Les compartiments comprennent des couchettes superposées par trois. Les voitures SL pour voie large peuvent transporter 72 voyageurs. |
| 2S               | Classe assise : identique à la CC, mais sans l'air climatisé. |
| G                | Classe générale : la classe la moins chère, avec des sièges en bois. La réservation est impossible et les billets sont généralement vendus deux heures avant le départ. Ces voitures sont souvent bondées. |

À l'arrière du train se trouve un compartiment connu sous le nom de voiture du garde. Un émetteur s'y trouve et le garde donne un signal lorsque le train est prêt au départ. Un train de voyageurs standard comprend généralement quatre voitures de classe générale, deux en tête et deux en queue de train, dont une réservée aux femmes. Le nombre exact peut varier en fonction de la ligne et de la demande. Un compartiment à bagages est également ajouté en tête ou en queue. Dans certains trains, on trouve également un wagon postal, ainsi qu'un wagon-réserve central dans les trains de grandes lignes.

### Nomenclature des trains

Bholu est la mascotte des Chemins de fer indiens depuis 2003.

Les trains sont classés en différentes catégories qui indiquent la fréquence de leurs arrêts, leur priorité sur le réseau, et leurs classes. Chaque train express est identifié par un code à quatre chiffres : les deux premiers indiquent la région et la subdivision de la région qui opèrent le train, les deux derniers le numéro du train. 
Pour les trains rapides, le premier chiffre est toujours un « 2 », les deux suivants indiquent la région et la subdivision de la région qui opèrent le train, et seul le dernier chiffre indique le numéro de série du train. Les trains roulant en sens opposés sur la même ligne ont généralement des numéros consécutifs. La plupart des trains express sont également baptisés, c'est-à-dire qu'ils possèdent un nom qui se rapporte à des régions, des personnalités historiques ou encore des rivières. Certains exemples célèbres en sont :
- le Charminar Express entre Hyderâbâd et Chennai, dont le nom vient du Charminar d'Hyderâbâd ;
- le Ashram Express entre Ahmedabad et New Delhi, dont le nom fait référence à l'Ashram de Sabarmati du Mahatma Gandhi ;
- le Gitanjali Express entre Mumbai CST et Calcutta, dont le nom fait référence à l'œuvre de Rabindranath Tagore ;
- le Parasuram Express entre Mangalore et Thiruvananthapuram, dont le nom fait référence à Parasuram, un personnage mythologique ;
- le Prayag Raj Express entre Allâhâbâd et New Delhi, dont le nom fait référence à Prayag, un site de pèlerinage et ancien nom d'Allâhâbâd ;
- le Lal Bagh Express entre Bangalore et Chennai, dont le nom fait référence aux jardins botaniques de Lal Bagh ;
- le Godavari Express entre Hyderabad et Visakhapatnam dont le nom fait référence au fleuve Godâvarî.

### Hiérarchie des trains
Les trains sont classés par leur vitesse moyenne et la fréquence de leurs arrêts, ce qui leur donne un ordre de priorité sur le réseau.
| Ordre de priorité | Train                                    | Description |
| ----------------- | ---------------------------------------- | --- |
| 1                 | Rajdhani Express                         | Ces trains possèdent tous l'air climatisé et relient les villes principales à New Delhi, avec un faible nombre d'arrêts. Ces trains ont la priorité absolue sur les lignes et sont les trains les plus rapides en Inde, avec une vitesse de l'ordre de 140 km/h. |
| 2                 | Shatabdi Express et Jan Shatabdi Express | Les Shatabdi Express sont des trains diurnes de grandes lignes climatisés similaires au Rajdhani. Les Jan Shatabdi sont généralement non climatisés et donc moins chers.                                                                                         |
| 3                 | Express rapides                          | Ces trains ont une vitesse moyenne supérieure à 55 km/h, et une charge additionnelle au prix d'un billet normal doit être acquittée pour les emprunter. |
| 4                 | Express                                  | Ce sont les trains les plus courants en Inde. Ils ont un nombre d'arrêts plus important que les rapides, sans pour autant être omnibus. |
| 5                 | Passagers et Passagers rapides           | Ces trains omnibus sont lents et ne comprennent que des voitures de classe générale. Ce sont les trains les plus économiques. |
| 6                 | Trains suburbains                        | Ces trains de banlieue sont derniers dans l'échelle des priorités, et s'arrêtent généralement dans toutes les gares. |

### Billets
Jusqu'à la fin des années 1980, les réservations de billets sur les CFI devaient être réalisées manuellement. Ce n'est que fin 1987 que la vente de billets commença à être informatisée. Le système entier passa à l'informatique en 1995 pour transmettre des informations actualisées sur l'état et les places disponibles dans les trains. Aujourd'hui le réseau de billetterie est largement informatisé, à l'exception de certaines régions isolées. Dans les grandes villes les billets peuvent être achetés pour n'importe quel trajet dans le pays, ce qui n'est pas nécessairement le cas dans les plus petites gares. Les billets peuvent également être achetés par internet et par SMS, moyennant une charge additionnelle.
Des billets à tarif réduit peuvent être achetés pour les seniors (plus de 60 ans), les personnes handicapées, les étudiants, les officiels gouvernementaux, etc. Des abonnements permettant, entre deux gares, un nombre de trajets illimités pour un certain temps dans une certaine catégorie de trains  existent également. Les touristes étrangers peuvent acheter un Indrail Pass, similaire au passe Eurail, qui permet un nombre de trajets illimité en Inde pour une certaine période.
Pour les trajets à grande distance, une couchette peut être réservée jusqu'à deux mois avant le départ. Le nom et l'âge sont nécessaires et sont inscrits sur le billet. Le prix du billet inclut généralement le tarif de base en fonction du type de train (par exemple une surcharge doit être acquittée pour les rapides), la classe et le cas échéant le prix de réservation d'une couchette.
Si aucune place n'est disponible, le billet reçoit un numéro de liste d'attente ; autrement le billet est dit « confirmé », et un numéro de couchette est imprimé sur le billet. Une personne recevant un numéro de liste d'attente devra attendre qu'il y ait suffisamment d'annulations pour obtenir un billet confirmé. Si son billet n'est pas confirmé le jour du départ, elle ne pourra pas monter dans le train. Certains billets sont dits « réservés contre annulation » (« Reservation Against Cancellation », ou RAC), ce qui est entre la liste d'attente et la liste confirmée. Le détenteur du billet peut alors monter dans le train et obtenir une place indiquée par le contrôleur, si celui-ci lui a certifié qu'il y avait des places inoccupées.
Des billets à place réservée peuvent également être achetés par internet, à l'adresse www.ircto.co.in. Les tickets achetés en ligne sont catégorisés comme iTickets et eTickets. Les iTickets sont réservés mais imprimés et donnés au voyageur au moment du départ, alors que les eTickets sont imprimés par le voyageur. Une carte d'identité reconnue est nécessaire pour obtenir un eTicket. L'annulation des eTickets peut également être réalisée en ligne, sans que le voyageur doive de rendre à aucun guichet.
Des billets sans réservation sont disponibles sur le quai juste avant le départ. Un détenteur de billet sans réservation ne peut monter que dans la voiture de classe générale. Tous les réseaux suburbains délivrent des billets sans réservation pour une durée limitée. Pour les utilisateurs quotidiens de ces réseaux, un abonnement pour une durée d'un à trois mois permet des trajets illimités entre deux gares données. Ces billets peuvent également être achetés par internet.

## Liaisons internationales
L'Inde est reliée par chemin de fer au Pakistan, au Népal et au Bangladesh. Il est également prévu d'ouvrir un réseau dans le sud du Bhoutan. Avant la partition des Indes, il y a avait huit lignes entre l'Inde et le Pakistan ; il n'y en a aujourd'hui plus que deux utilisées. La première traverse la frontière à Wagah, entre Amritsar en Inde et Lahore au Pakistan ; c'est là que circule le Samjhauta Express ou « train de l'amitié », visé le 18 février 2007 par un attentat. La deuxième, ouverte en février 2006, relie Luni (Rajasthan) à Khokropar (Sind) via Munaboa. Les deux lignes sont actuellement arrêtées, après décision prise par les autorités pakistanaise le 8 août 2019 en réaction à l'évolution du contentieux au Cachemire.
Les anciennes lignes aujourd'hui neutralisées reliaient :
- Ferozepur – Fazilka – Bahawalnagar – Samasata (via les postes-frontières de Anupgarh (Inde) et Amruka (Pakistan)).
- Ferozepur — Kasur – Raiwind – Lahore
- Amritsar — Attari – Lahore
- Amritsar – Dera Baba Nanak – Narowal – Sialkot
- Jammu — Sialkot

Après la création du Pakistan oriental (futur Bangladesh), de nombreux trains qui reliaient l'Assam au Bengale-Occidental durent être détournés au Nord du nouvel État. Cependant il n'existait plus en 2005 de liaisons ferroviaires voyageurs entre les deux pays, bien que deux lignes existent, entre Mahisasan et Shahbazpur (voie métrique) d'une part, entre Radhikapur et Birol d'autre part. Ces deux lignes sont utilisées pour le fret. La circulation ferroviaire de trains passagers à repris entre les deux pays depuis 2008, avec la mise en place du Maitree Express entre Calcutta et Dacca, qui emprunte le passage entre Gede et Darshana (ligne Sealdah-Goalundo). L'offre s'est par la suite étoffée avec les lancements du Bandhan Express entre Calcutta et Khulna en 2017 et du Mitali Express entre New Jalpaiguri (Siliguri) et Dacca en 2022,.    
Deux lignes relient l'Inde et le Népal : l'une, affectée au fret, relie Raxaul Jn. (État de Bihar) à Sirsiya (district de Parsa), l'autre, la Janakpur Railway, est affectée au transport de voyageurs, et relie Jaynagar (Bihar) à Khajuri (district de Dhanusa). La première est à voie large, la seconde à voie étroite. Le projet de liaison ferroviaire entre l'Inde et le Sri Lanka n'a jamais abouti, bien qu'un ferry a relié pendant un certain temps, les deux gares les plus proches des deux côtés du détroit de Palk (Dhanushkodi et Mannar).

## Sources

### Traduction
- (en) Cet article est partiellement ou en totalité issu de l’article de Wikipédia en anglais intitulé « Rail transport in India » (voir la liste des auteurs).